# Herrenhaus Ratteick
Schloss Ratteick (polnisch Ratajki Dwór) ist ein Herrenhaus im  polnischen Ratajki, Gemeinde Sianów (Zanow) im Powiat Koszaliński (Köslin),  Woiwodschaft Westpommern.
Das Herrenhaus ist ein schlichter, eingeschossiger Bau mit zweigeschossigem Mittelrisalit. Ratteick war vermutlich schon im frühen Mittelalter ein Lehen der von Ramel, was aber erst seit dem 15. Jahrhundert urkundlich belegt ist. Das Gut wurde mehrfach geteilt in einen A-,B- und C-Teil. Im Jahr 1748 wurde die Hälfte des Guts an die von Kleist verkauft, vorher war schon ein anderer Teil an die von Bülow gelangt, wie es typisch für den Übergang von der Grundherrschaft zur Gutswirtschaft war.
Ab 1752 war das gesamt Gut in Händen der von Kleist. Mitte de 19. Jahrhundert erwarb der Abgeordnete Eugen Andreas Ludendorff (1834–1893) das Gut, das damals 1000 ha umfasste. Ende des 19. Jahrhunderts wurde der Großteil des Guts aufgesiedelt.